# Alessandro Bernabei
Alessandro Bernabei (Parma, 1580 – Parma, 1630) è stato un pittore italiano.

## Biografia
Fu un pittore rinascimentale o manierista, attivo nella sua città natale di Parma. Altri due suoi fratelli erano pittori, il suo gemello Francesco e il fratello maggiore Pier Antonio Bernabei, chiamato anche Della Casa o Maccabeo.
Dipinse un San Giuseppe morente per la chiesa di San Pietro a Parma.